# André Santos
André Clarindo dos Santos (* 8. März 1983 in São Paulo, Brasilien), meist nur kurz André Santos genannt, ist ein ehemaliger brasilianischer Fußballspieler.

## Karriere

### Verein
Seine Profikarriere begann beim Figueirense FC, später wurde André Santos an Flamengo Rio de Janeiro und Atlético Mineiro verliehen.
Zur Saison 2008 wechselte er zum SC Corinthians Paulista, wo André Santos seinen endgültigen fußballerischen Durchbruch erreichte. Er gehörte zu den wichtigsten Leistungsträgern der Mannschaft. Er stieg in die erste brasilianische Liga auf gewann 2009 die Staatsmeisterschaft von São Paulo und den brasilianischen Pokal.
Nach einer erfolgreichen Zeit bei den Corinthians ging Santos wie viele seiner Landsleute in den UEFA-Raum und unterschrieb beim türkischen Rekordmeister Fenerbahçe Istanbul; über die Ablösesumme wurde Stillschweigen vereinbart. Sein erstes Spiel für Fenerbahçe machte er am 25. Juli 2009, in einem Testspiel gegen Boluspor, in dem er auch sein erstes Tor erzielte.
Am 31. August 2011 gab der FC Arsenal die Verpflichtung von Santos bekannt.
Am 11. Februar 2013 wurde Santos bis Saisonende in seine Heimat zu Grêmio Foot-Ball Porto Alegrense ausgeliehen. Dort kam er zu acht Einsätzen in der Copa Libertadores, wobei er einen Treffer erzielte. Nach Ablauf der Leihe wechselte er zum Flamengo Rio de Janeiro, für den er bereits von 2005 bis 2006 spielte.
2015 stand er beim Ostschweizer Challenge-League-Club FC Wil unter Vertrag, im Juli 2016 unterschrieb er beim türkischen Zweitligisten Boluspor.
Im Sommer kehrte er mit seinem Wechsel zu Figueirense FC nach Brasilien zurück. Anfang 2019 beendete er seine Karriere.

### Nationalmannschaft
Der Trainer von Brasilien, Carlos Dunga nominierte André Santos für den Kader des FIFA-Konföderationen-Pokals 2009, wo er auch dort sein Debüt in der Nationalmannschaft gab am 15. Juni 2009 im ersten Gruppenspiel der Gruppe B des Turniers gegen Ägypten. André Santos bestritt im Turnier alle Spiele und hatte maßgeblichen Anteil am Gewinn des Confed-Cups 2009.
Er nahm an der Qualifikation zur Weltmeisterschaft 2010 teil, aber wurde von Carlos Dunga nicht für die FIFA-WM 2010 nominiert.
Ein Jahr später stand André Santos im Kader zur Copa América 2011 in Argentinien, nachdem er unter dem neuen Nationaltrainer Mano Menezes nach der WM 2010 stets erste Wahl für die Position des Linksverteidigers war.

### Spielweise
André Santos galt als talentierter Linksverteidiger, der mit häufigen gefährlichen Vorstößen über die linke Außenbahn bis zur gegnerischen Grundlinie auch über Offensivqualitäten verfügt. Er war in der Lage, den tödlichen Pass zu spielen.

## Erfolge und Auszeichnungen

### Teams
Figueirense FC
- Staatsmeister von Santa Catarina: 2004

 Atlético Mineiro
- Meister der brasilianischen Série B: 2006

Corinthians São Paulo
- Meister der brasilianischen Série B: 2008
- Staatsmeister von São Paulo: 2009
- Brasilianischer Pokalsieger: 2009

Fenerbahçe Istanbul
- Türkischer Supercup-Sieger: 2009
- Türkischer Meister: 2011

CR Flamengo
- Brasilianischer Pokalsieger: 2006, 2013

Brasilianische Nationalmannschaft
- FIFA-Konföderationen-Pokalsieger: 2009

### Auszeichnungen
- Wahl zum besten linken Flügel der brasilianischen Série B: 2008
- Wahl zum besten linken Flügel der Staatsmeisterschaft von São Paulo: 2009